# Yamaha FJ 1200
Yamaha FJ 1200 je model motocyklu kategorie sportovní cestovní motocykl, vyvinutý firmou Yamaha, vyráběný v letech 1986–1996. Nahradil model FJ 1100, vyráběný v letech 1984–1985. Motor z tohoto modelu byl použit u naháče XJR 1200. Nástupcem se stal model FJR 1300. Hlavními konkurenty byly BMW K100RS, Suzuki 1100 Katana a Kawasaki Ninja ZX-10.

## Technické parametry
- Rám: dvojitý kolébkový
- Suchá hmotnost: 243 kg, 248 kg, 221 kg – dle roku výroby
- Pohotovostní hmotnost: 266 kg
- Maximální rychlost:
- Spotřeba paliva: